# Uwe Choroba
Uwe Choroba (* 8. September 1962 in Hannover) ist ein deutscher Schauspieler.

## Leben
Uwe Choroba wuchs in Hannover auf, wo er auch heute noch lebt. Von klein an interessierte er sich für Film und Musik und konnte so erste Erfahrungen in den Bereichen Licht, Ton und Fotografie sammeln. Er begann bei verschiedenen Filmdrehs auszuhelfen und bekam so erste Komparsen- und Sprechrollen, wobei er nie professioneller Schauspieler wurde. Vielmehr begleitete er eine Reihe von Independentfilmen, vorwiegend aus dem Horrorfilm-Bereich mit seiner Expertise und übernahm einige Rollen. Seine erste Rolle hatte er bei Jochen Tauberts Trashfilm Spiel mir am Glied bis zum Tod. Anschließend trat er bei Olaf Ittenbachs 5 Seasons, bei dem er unter anderem für die Mitorganisation  verantwortlich war, als Pädophiler auf.
Es folgten 2016 die Filme Der König der Kannibalen, Hi8: Resurrectio, Bittersweet Revenge sowie Die Macht der Träume. 

## Filmografie
- 2014: Spiel mir am Glied bis zum Tod
- 2015: 5 Seasons (auch Ton, Kamera und Organisation)
- 2015: Tot oder Lebendig.
- 2015: Der König der Kannibalen
- 2016: Bittersweet Revenge
- 2016: Hi8: Resurrectio
- 2016: Die Macht der Träume
- 2017: Z-Office
- 2017: Room of Excess: The next Generation.
- 2017: Moor-Monster 2
- 2017: Detox: Wenn du alles verloren hast.
- 2017: Olaf Ittenbach's Colourman.
- 2017: Julia und Romeo – Liebe ist ein Schlachtfeld.
- 2017: Sankt Pauli Red Run
- 2018: Uncut Police 2
- 2018: The Captain
- 2019: Tal der Skorpione.
- 2019: Nocta
- 2019: Trakt X
- 2019: The Rise of Valhalla
- 2019: The Children of Golgotha
- 2019: Lebendig Skalpiert
- 2020: The Age of Genesis
- 2017: Bergmann – Musikvideo der Band Reliquiae auf YouTube
- 2018: Gott ist tot – Musikvideo der Band Zombiez auf YouTube